# NTTテクノクロス
NTTテクノクロス株式会社（エヌ・ティ・ティ・テクノクロス、英: NTT TechnoCross Corporation、NTT-TXとも表記）は、NTTグループに属し、ソフトウェア・情報通信システムの設計・開発・運用、そしてそれらに関わるコンサルティングをしているICT（情報通信技術）企業である。旧社名はエヌ・ティ・ティ・ソフトウェア株式会社（NTTソフトウェア、NTT Software Corporation、NTT SOFTとも表記）。

## 概要
日本電信電話（現・NTT）設立後、グループ企業戦略のうち「事業領域の拡大を目指した新規事業会社」の一つとして1985年7月2日に設立、NTT研究所などからの移籍および出向メンバー23名でスタートした。
NTTグループから受注する大型プロジェクトの減少などにより2000年度から2002年度までの3年連続で赤字に転落したが、2003年6月に代表取締役社長に就任した鈴木滋彦による構造改革で2003年度からは黒字決算に回復している。以降グループ外の一般市場からの売上を拡大しており、2020年度には総売上の45％に達している。
2017年4月1日付でNTTソフトウェア株式会社を存続会社とした上でNTTアイティ株式会社を吸収合併し、さらにNTTアドバンステクノロジ株式会社の音響・映像事業を統合、会社名はNTTテクノクロス株式会社に商号変更となった。
なお、NTTソフトウェア時代にはNTTアドバンステクノロジ (NTT-AT)、NTTエレクトロニクス (NEL)、NTTアイティ (NTT-IT) と共にNTTグループ内で先端技術開発事業を受け持ち、NTTの各研究所とのつながりが深いため、研究所系4社と呼ばれていた。
コーポレートメッセージは「Crossing makes the Future.」。

## 沿革
- NTTソフトウェア
  - 1985年7月 NTTソフトウェア株式会社設立、NTT横須賀研究所内に本社を設置
  - 1987年3月 本社を横浜に移転、横須賀事業所開設
  - 1989年11月 武蔵野事業所開設
  - 1990年5月 名古屋支店開設
  - 1992年5月 大阪事業所開設
  - 1995年2月 本社（関内）新館完成
  - 1995年11月 カリフォルニア支店開設
  - 1998年12月 東京本部を品川インターシティに開設
  - 1999年12月 子会社NTTソフトサービス株式会社（現在のNTTテクノクロスサービス株式会社）を設立
  - 2003年5月 東京本部を太陽生命品川ビルに移転
  - 2005年3月 東京本部（品川）を本社に変更
  - 2010年9月 クラウドビジネス強化に向けて、株式会社テラスカイと資本業務提携
  - 2013年5月 本社を品川グランドセントラルタワーに移転
  - 2014年8月 横浜事業所・横浜西口オフィス・横須賀事業所を横浜事業所（みなとみらい）に統合
  - 2016年4月 大阪事業所を移転
- NTTテクノクロス
  - 2017年4月 NTTアイティ株式会社を吸収合併、NTTアドバンステクノロジ株式会社から音響・映像事業を譲受し、NTTテクノクロス株式会社に商号変更
  - 2019年9月 本社をグランパークタワーに移転

## 主な事業

### システム開発事業
メディア処理、クラウド、セキュリティ、AIそしてネットワークに関する技術力を活かした、NTTグループをはじめとする顧客向けのシステム開発事業

### ソリューション開発
NTT研究所の先端技術を活用したソリューション開発
- CX（Customer Experience）事業
  - コールセンターソリューション CTBASEシリーズ
  - 音声ビッグデータソリューション ForeSight Voice Mining
  - Salesforce導入支援 他
- DX (Digital Transformation) 事業
  - 特権ID管理ツール iDoperation 他
- セキュリティ事業
  - メール誤送信防止 CipherCraft/Mail
  - クラウドセキュリティ TrustBindシリーズ
  - 匿名加工情報作成ソフトウェア　tasokarena（タソカレナ） 他
- EX (Employee Experience) 事業/Remote World
  - リモートアクセスサービス MagicConnect 他

等

## 事業所

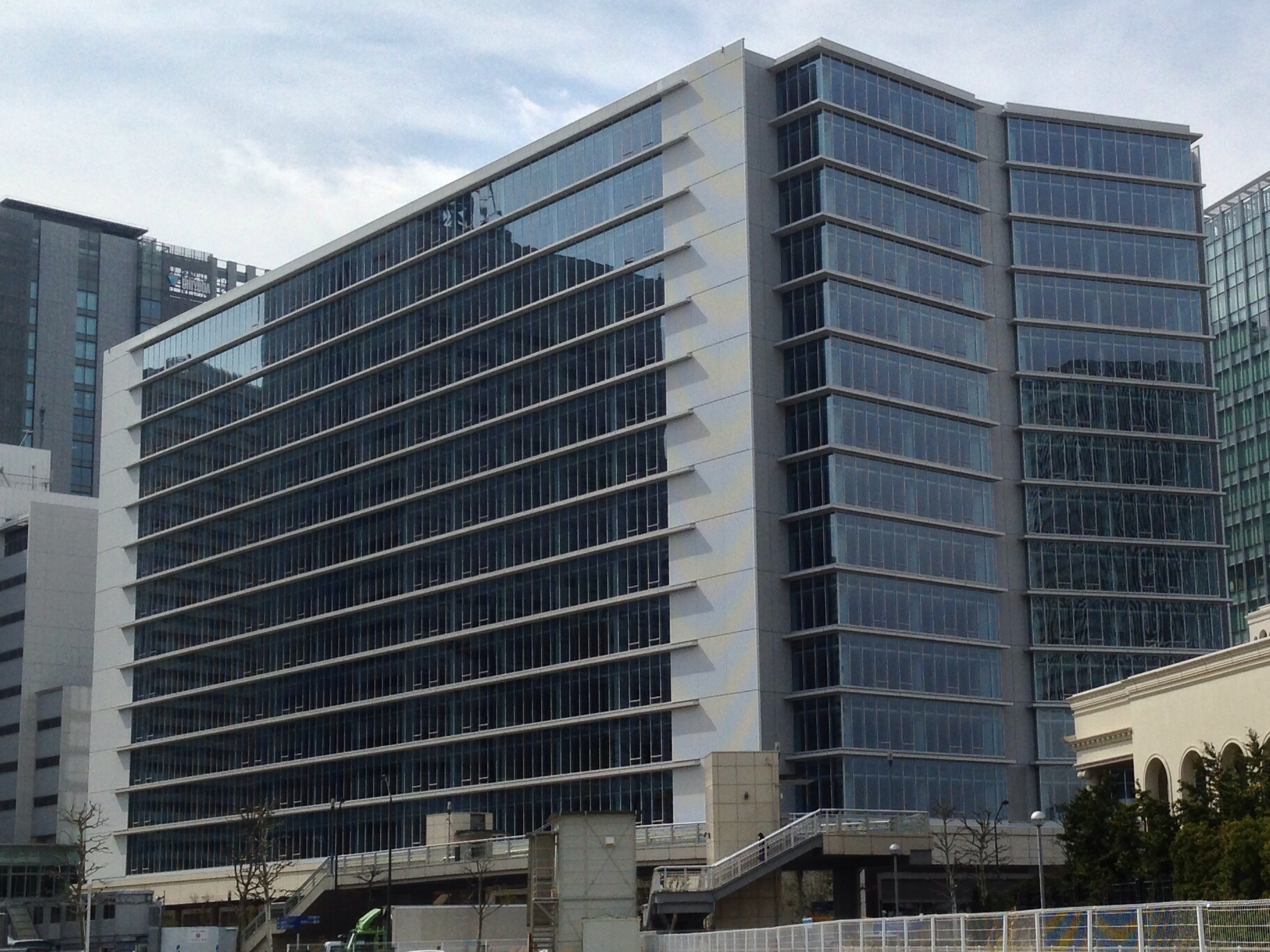
横浜アイマークプレイス

- 本社（グランパークタワー）
- 横浜事業所（横浜アイマークプレイス）横浜アイマークプレイス
- 武蔵野事業所
- 名古屋事業所
- 大阪事業所

## 外部認証
次の外部認証を取得している。
- ISO 9001（品質）JQA-1586
- ISO 14001（環境）JQA-EM2855
- ISO/IEC 27001（情報セキュリティ）JQA-IM0189
- JIS Q 15001（プライバシーマーク）11820080
- 次世代認定マーク（愛称：くるみんマーク）
- 健康経営優良法人2025（大規模法人部門 ホワイト500）

2004年12月には、全品質（ISO 9001）・環境（ISO 14001）・情報セキュリティ（ISMS（現ISO/IEC 27001））の3規格を合わせた統合マネジメントシステム（TMS）を受審し、大規模事業所としては国内初の認証を取得した。現在は、JIS Q 15001 (プライバシーマーク)も加えて、4規格を統合して運用している。
また次世代認定マークは、NTTグループ企業としては同社が最初に取得している。

## グループ会社
- NTTテクノクロスサービス株式会社